# أحمد طوسون
أحمد طوسون، كاتب روائي وقاص مصري، ولد في 3 ديسمبر عام 1968 بمحافظة الفيوم، حاصل على ليسانس الحقوق من جامعة القاهرة عام 1990، فازت روايته «أحلام السيد كتاب» عام 2013 بجائزة الدولة التشجيعية.

## سيرته المهنية
أحمد محمد طوسون عبد العزيز، قاص وروائي وكاتب أدب أطفال مصري، من مواليد مركز سنورس بمحافظة الفيوم عام 1968، بجانب عمله كمحامي حر،  يشغل في عدة مناصب ثقافية منها: عضو لجنة ثقافة الطفل بالمجلس الأعلى للثقافة، وعضو اتحاد كتاب مصر، وعضو أمانة مؤتمر أدباء مصر، الأمين العام لجوائز ربيع مفتاح الأدبية، وكاتب غير متفرغ بمجلة ماجد الإماراتية من 2011 إلى 2018
أصدر العديد من المؤلفات الأدبية في مجال القصة القصيرة، مجال الرواية، ومجال أدب الطفل، وحازت العديد من أعماله الأدبية على جوائز محلية وعربية، شارك بالعديد من المؤتمرات والورش الأدبية ونشرت أعماله بأغلب الصحف والمجلات الأدبية المصرية والعربية كجريدة اليوم السابع، المجلة الثقافية الجزائرية، و مجلة الحياة للأطفال.

## إصداراته

### مجال القصة القصيرة
- (1997)، القصص الفائزة بجائزة جنوب المتوسط: دار ميريت للنشر، إيطاليا [7]
- (1999)، مجرد بيت قديم: نشر خاص[8]
- (2000)، شتاء قارس: الهيئة العامة لقصور الثقافة، مصر [7]
- (2003)، عندما لا تموء القطط : الهيئة العامة لقصور الثقافة، مصر [9]
- (2011)، فتاة البحر، دار أرابيسك للترجمة والنشر والتوزيع، القاهرة [10]

### مجال الرواية
- (2006)، مراسم عزاء العائلة : دار شريف للنشر والتوزيع، الرياض [7]
- (2011)، تأملات رجل الغرفة: الهيئة العامة لقصور الثقافة، مصر [11]
- (2015)، رقة القتل: دار النسيم للنشر، القاهرة [12]
- (2021)، بيلسان: دار الفاروق للاستثمارات الثقافية، القاهرة.

### مجال أدب الأطفال
- (2003)، حكاية خير البلاد: الهيئة لعامة لقصور الثقافة، مصر [2]
- (2006) حكاية صاحب الغزلان: دائرة الثقافة والإعلام، الشارقة [2]
- (2009)، دجاجات زينب: دار شريف للنشر والتوزيع، الرياض [7]
- (2013)، أرنوب وصاحباه: دار الهلال، مصر [7]
- (2013)، الصندوق والكنز: الهيئة العامة لقصور الثقافة، مصر [13]
- (2014)، السلاحف يمكنها أن تطير: الهيئة المصرية العامة للكتاب، مصر [7]
- (2014)، جهاد تذهب إلى المدرسة: المركز القومي لثقافة الطفل، مصر[14]
- (2015)، أنا البرلمان: دار الهلال، مصر [7]
- (2016)، أحلام السيد كتاب: دار روائع مجدلاوي للنشر، الأردن [15]
- (2016)، عرائس ندى: مكتب التربية العربي لدول الخليج، الرياض [16]
- (2017)، حكايا ريشة: الهيئة المصرية العامة للكتاب، مصر [17]
- جهاد تذهب إلى المدرسة المركز القومي لثقافة الطفل 2014
- السلحفاة والعقاب مكتب التربية العربي لدول الخليج 2016
- كتاب التاريخ (مسرحية للأطفال) مكتب التربية العربي لدول الخليج 2016
- قرن شطة ملكا دار النسيم للنشر والتوزيع 2016
- أبي صائد الأقمار كتاب قطر الندى- هيئة قصور الثقافة 2018
- من يعيد الدفء للمدينة؟ دار نهضة مصر 2019
- الشبح وجبلاية القرود مكتبة الصفاء (أبوطبي) 2020

## جوائزه
- جائزة القصة لدول جنوب البحر الأبيض المتوسط التي نظمها إقليم لجوريا الإيطالي عام 1996 / 1997 [1]
- جائزة أدب الحرب في القصة القصيرة التي نظمتها جريدة أخبار الأدب بالتعاون مع مجلة النصر والشئون المعنوية بالقوات المسلحة عام 1996
- جائزة الهيئة العامة لقصور الثقافة في القصة القصيرة عام 1997
- جائزة العقاد الأدبية في القصة بمناسبة مئوية العقاد للعام 1997
- جائزة الانتفاضة في الإبداع التي نظمتها جريدة الأسبوع القاهرية عام 2000
- جائزة المسابقة المركزية للهيئة العامة لقصور الثقافة في الرواية للعام 2001 / 2002
- جائزة دار نعمان للثقافة للعام 2006
- جائزة إذاعة BBC ومجلة العربي 2009
- جائزة الدولة التشجيعية في رواية الفتيان عام 2012
- جائزة اتحاد كتاب مصر في المجموعة القصصية عن مجموعة “فتاة البحر” الجوائز الخاصة (جائزة الدكتور حسن البنداري في القصة القصيرة) عام 2014
- جائزة الشارقة للإبداع العربي في أدب الأطفال لعام 2005.[18]
- جائزة أدب الحرب في أدب الأطفال التي تنظمها مجلة النصر لسنوات متتالية.
- جائزة المركز القومي لثقافة الطفل 1998 .
- منحة مؤسسة محمد بن راشد للإبداع 2010
- جائزة دار الحدائق في قصة الطفل 2009
- جائزة المسابقة المركزية الهيئة العامة لقصور الثقافة للعام 1999

## مشاركاته العلمية

### ندوات[7]
- «حقوق الطفل في المواثيق الدولية»، المجلس الأعلى للثقافة 23 ديسمبر 2012
- مناقشة مجموعة «ريم تقابل شهداء 25 يناير» للكاتب محمد عاشور هاشم _ البدرشين 2 يوليو 2012
- «قصص الأطفال بين التراث والخيال العلمي» مهرجان الشارقة القرائي للطفل 2014
- «أدب الخيال العلمي للأطفال» المجلس الأعلى للثقافة 22 مايو 2013

### مؤتمرات
- أمين عام مؤتمر “أدب الطفل بين التراث والحداثة” عن إقليم القاهرة الكبرى وشمال الصعيد الثقافي من 20 إلى 22 مايو 2014
- رئيس لجنة أبحاث مؤتمر «سؤال الهوية والإبداع في أدب الأطفال» الهيئة العامة لقصور الثقافة- الفيوم مارس 2009
- منسق عام ورشة تدريبية لكتاب الطفل بمصر بعنوان«حقوق المواطنة للأطفال» من تنظيمي وبدعم من مؤسسة فريدريش نومان الألمانية في الفترة من 26 إلى 28 ديسمبر 2009
- منسق عام الحلقة البحثية «الثورة وحقوق المواطنة للأطفال» التي نظمها المجلس الأعلى للثقافة بالتعاون مع اتحاد كتاب مصر 30 و 31 مايو 2012. وتضمنت موائد مستديرة حول تنمية الوعي السياسي للأطفال، ومفهوم الثورة لدى الأطفال، وصورة الثورة في إصدارات الأطفال الدورية، والأطفال وصناعة المستقبل، وخطاب ميديا الأطفال بعد الثورة.

## روابط خارجية
- مقابلة تلفزيون النيل الثقافية مع الكاتب المصري أحمد طوسون
- مقابلة جريدة بوابة نيوز مع الكاتب المصري أحمد طوسون